# Sölring Foriining

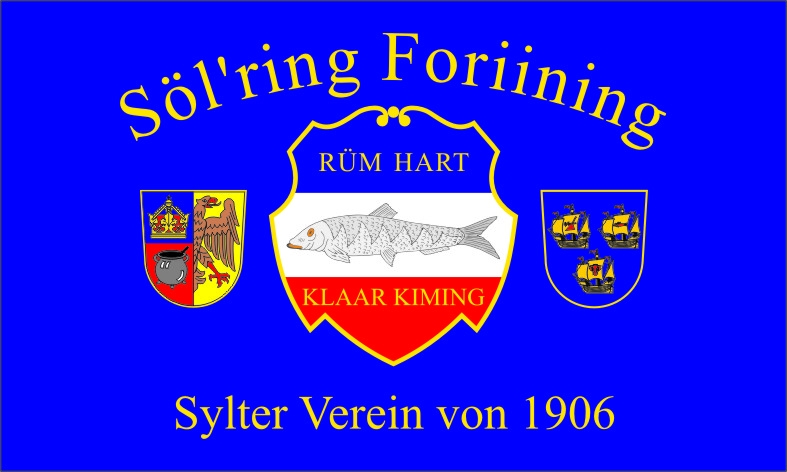
Die Fahne der Sölring Foriining

Die Sölring Foriining e. V. ist der Kultur- und Heimatverein der Insel Sylt. Er  wurde 1906 in Keitum gegründet. Der Verein setzt sich für die Erhaltung und den Schutz von Kultur und Kunst, Küste, Brauchtum, Landschaft und Denkmälern auf der Insel Sylt sowie die Bewahrung der Sylter Identität ein. Mit rund 2700 Mitgliedern ist er der größte Kultur- und Heimatverein in Schleswig-Holstein.

## Geschichte
Anlass für die Vereinsgründung im Jahr 1906 durch den Pastor Friedrich Riewerts war die Bewahrung des Nachlasses von Christian Peter Hansen und dessen Altfriesischen Hauses. Als erste grundlegende Schritte wurde deshalb das Haus im Jahr 1907 erworben und als Museum geöffnet. Im folgenden Jahr eignete sich der Verein ein weiteres Kapitänshaus in unmittelbarer Nähe an und richtete es als Sylter Heimatmuseum mit den von Christian Peter Hansen zusammengetragenen Ausstellungsstücken ein. Im Jahre 1928 erweiterte sich der Verein, indem er die Unterhaltung des Steinzeitgrabs Denghoog übernahm. Das Naturschutzgebiet Vogelkoje Kampen wurde von 1985 bis 1988 von der Sölring Foriining hergerichtet und wird seitdem durch den Verein als Naturlehrpfad betrieben. Heute bilden die vier Einrichtungen unter den Namen Altfriesisches Haus seit 1640, Sylt Museum, Steinzeitgrab Denghoog und Naturpfad Vogelkoje Kampen die vier Sölring Museen.                                                                                                      
Des Weiteren betreut die Sölring Foriining seit Ende der 1970er-Jahre die Naturschutzgebiete Nord-Sylt, Vogelkoje Kampen, Nielönn, Dünenlandschaft auf dem Roten Kliff, Baakdeel und Rantumer Dünen sowie die beiden FFH-Gebiete Küstenlandschaft Sylt-Ost und Dünen- und Heidelandschaft Nord- und Mittel-Sylt. Der Küstenschutz wurde 1968 in die Vereinssatzung aufgenommen. 
Der Verein hat sich auch zur Aufgabe gemacht, die Sprache des Sylter Friesisch mit dem Dialekt Sölring zu erhalten und zu fördern, sodass die Sölring Foriining seit 1979 Sprachkurse durchführt und ab 1984 den Sölring-Unterricht an Sylter Schulen und Kindergärten etabliert hat.

## Vorsitzende und Vereinsstruktur
(Quelle:)
- 1906–1910 Friedrich Riewerts
- 1911–1928 Jacob Reinhardt
- 1928–1933 Jens Hoffmann
- 1934–1952 Jan Jansen
- 1952–1968 Hermann Dirksen
- 1968–1976 Claus Andersen
- 1976–1989 Uwe Petersen
- 1989–2000 Horst Jacobsen
- 2000–2001 Klaus Koehn
- 2002–2003 Peter Müller

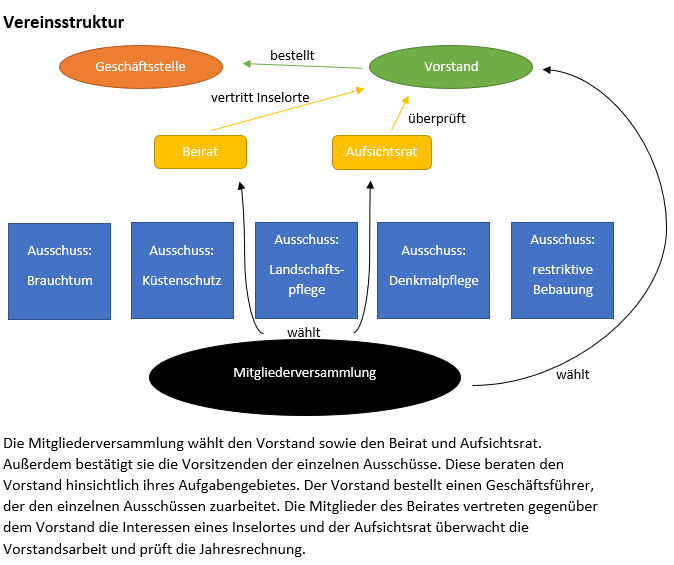
Organigramm Sölring Foriining e. V.

- 2003–2007 Jörg Hinrichsen, Jürgen Ingwersen, Maike Ossenbrüggen
- 2008–2014 Maike Ossenbrüggen
- 2014–2021 Jürgen Ingwersen
- ab 2021 Maren Jessen